# L'alba degli Jedi
Star Wars: L'alba degli Jedi (Star Wars: Dawn of the Jedi) è una serie a fumetti statunitense facente parte dell'Universo espanso di Guerre stellari. È stata scritta da John Ostrander e illustrata da Jan Duursema, e pubblicata da febbraio 2012 a marzo 2014 da Dark Horse Comics. I quindici numeri della serie sono stati raccolti in tre albi da collezione. L'edizione italiana in tre volumi è stata curata da Panini Comics e pubblicata da agosto 2015 a giugno 2017.
La storia è la più antica nella cronologia dell'universo espanso di Guerre stellari, essendo ambientata nell'anno 25.793 BBY, e segue i primi esseri umani sensibili alla Forza affrontare le mire espansionistiche del popolo dei rakata.
L'argomento è stato trattato anche in un romanzo tie-in, Star Wars Dawn of the Jedi: Into the Void, scritto da Tim Lebbon e pubblicato il 7 maggio 2013.

## Trama
Nell'anno 36.453 BBY otto misteriose astronavi chiamate Tho Yor si attivano su altrettanti pianeti ai margini della galassia e richiamano a bordo vari popoli sensibili alla Forza per poi portarli sul pianeta Tython nel Nucleo Profondo. I viaggiatori si rendono conto che sono stati portati su Tython per studiare la Forza, e si uniscono quindi a formare un ordine di mistici e guerrieri chiamato Je'daii. Dato che il pianeta reagisce in modo violento agli squilibri nella Forza, scatenando tempeste e terremoti, i Je'daii sviluppano una filosofia di rispetto dell'equilibrio tra il lato chiaro e il lato oscuro della Forza, che chiamano come le due lune di Tython: la chiara Ashla e l'oscura Bogan. Ben presto però i Je'daii si rendono conto che Tython è pericoloso per alcuni dei loro discendenti non sensibili alla Forza, che quindi migrano altrove colonizzando gli altri dieci pianeti dello stesso sistema stellare. Nel corso dei millenni queste civiltà si consolidano ma entrano anche in conflitto tra loro, fino a che, nel 25.805 BBY, la regina Hadiya del pianeta Shikaakwa scatena la Guerra del Despota nel tentativo di sottomettere l'intero sistema. Hadiya guida il suo esercito fino a Tython, ma è infine sconfitta e uccisa.
Nel 25.793 BBY i violenti e dispotici rakata sono in piena espansione e alla costante ricerca di nuovi pianeti da assoggettare al loro Impero Infinito. Il predor Skal'Nas incarica Xesh, un segugio della Forza umano, di indagare su un pianeta del Nucleo Profondo che emana un enorme potere mistico. Mentre Xesh si mette in viaggio verso Tython, tre giovani apprendisti Je'daii Shae Koda, Tasha Ryo e Sek'Nos Rath hanno una visione di un misterioso individuo mascherato; una visione che viene condivisa anche dal maestro oscuro Daegen Lok, esiliato sulla luna Bogan dopo aver perso la ragione e l'equilibrio nella Forza. I tre giovani seguono la loro visione fino crepaccio infinito sotto il tempio, dove un'astronave precipita dal cielo ed emerge Xesh come unico superstite.
L'oscurità che avvolge Xesh e la morte dei tanti passeggeri sensibili alla Forza a bordo dell'astronave sconvolgono l'equilibrio di Tython e scatenano violente tempeste e terremoti. Xesh intanto si scontra con Shae, Sek'Nos e Tasha e, sopraffatto, è costretto a fuggire ancora più in profondità all'interno del crepaccio. I tre Je'daii si lanciano al suo inseguimento. Nell'abisso i quattro giovani sono costretti a misurarsi con feroci creature oscure e con allucinazioni provocate dalla grande concentrazione di Forza. Intrigato dalla tecnica di combattimento e dall'altruismo dei tre esploratori, Xesh si unisce a loro e li aiuta ad abbattere un enorme saarl. Infine, con l'aiuto dei maestri di tutti i templi di Tython, QuanJang riporta la Forza in equilibrio e fa cessare la tempesta. Xesh viene aiutato a recuperare in parte la sua memoria, ma il consiglio Je'daii, ritenendo la sua presenza pericolosa per Tython, lo esilia su Bogan in modo che possa meditare e ritrovare l'equilibrio.
Alcune settimane dopo, Xesh viene raggiunto da Daegen Lok che lo libera dalla prigionia e lo convince a partire con lui per forgiare una nuova spada laser. Daegen racconta a Xesh di come anni prima lui e il suo amico Hawk Kyo si fossero calati in fondo al crepaccio di Tython: lì ebbero la visione di un esercito invasore armato di spade di Forza, ma nessuno credette alla sua storia giudicandolo impazzito; per questo ora intende dimostrare al consiglio Je'daii l'autenticità della sua visione. La fuga viene presto scoperta, e sulle loro tracce si mettono Shae, Sek'Nos, e i maestri Jake Fenn, Rori Fenn e Hawk Ryo. Sebbene li affrontino in combattimento, i Je'daii non sono in grado di fermare Daegen e Xesh, i quali riescono invece a forgiare nuove spade laser e a proseguire la loro missione per radunare un esercito. Negli scontri Sek'Nos cade in un crepaccio mentre affronta Xesh, e viene soccorso da Trill, la segugia della Forza del predor Skal'Nas che si è messa sulle tracce di Xesh. Shae invece viene aggredita da un dianoga nel tentativo di contrastare Xesh, ma è salvata da quest'ultimo e portata priva di sensi sulla sua astronave.
L'ultima tappa del viaggio di Daegen è il pianeta Shikaakwa, dove il Je'daii reietto spera di mettere insieme un esercito ricattando il barone Volnos Ryo. A contrastarlo giungono Hawk Ryo, Rori Fenn, Sek'Nos e Trill. Ormai in preda a un delirio fuori controllo, Daegen sta per avere la meglio anche su Hawk, ma all'ultimo Shae implora Xesh di pensare con la sua testa e di liberarsi dall'influsso nefasto del suo maestro, spingendo il segugio a ribellarsi a Daegen e ad immobilizzarlo. Intanto a Tython, Tasha e i maestri Ketu, Rajivari e Ters Sendon trovano un antico olocrone lasciato in custodia dai kiwa, coloro che avevano radunato gli individui sensibili alla Forza con le astronavi Tho Yor e inventori dei portali per l'esplorazione galattica chiamati Cancelli dell'Infinito, che li mette in guardia sulla razza ostile e guerrafondaia dei rakata. Mentre i Je'daii si preparano ad affrontare la minaccia, Daegen viene riportato su Bogan e processato e Xesh inizia il suo addestramento Je'daii. Trill contatta Skal'Nas, il quale dà inizio all'invasione.
Un anno dopo, i rakata hanno catturato diversi pianeti più esterni del sistema stellare, ma un loro assalto a Tython è stato respinto dai Je'daii, che continuano a tenergli testa, grazie anche all'aiuto di Daegen e Xesh che sono stati totalmente reintegrati. Incoraggiati dalla visione di Tasha, ormai divenuta veggente, i Je'daii attaccano il quartier generale nemico a Ska Gora. Ignari però del fatto di essere stati traditi da Trill, cadono in una trappola: i rakata sono superiori di numero, l'attacco viene fermato e molti Je'daii catturati. Trill stordisce Xesh e lo porta in catene da Skal'Nas. Skal'Nas rimuove il blocco mentale sui ricordi di Xesh e riottiene la sua piena sottomissione: si scopre inoltre che tutte le azioni compiute da Xesh fin dall'arrivo su Tython erano manipolate dal predor e facevano parte del suo piano per studiare i Je'daii. Anche Daegen viene fatto prigioniero, e Xesh usa la parte più oscura della Forza per svelare la visione completa del Je'daii, ovvero che il Cancello dell'Infinito, che i rakata cercano per poter espandere ancora di più la loro egemonia sulla galassia, è situato nel punto più profondo del crepaccio su Tython. Per eliminare anche l'ultimo vantaggio dei Je'daii, Skal'Nas sfrutta il potere di Xesh per accecare tramite la Forza i Je'daii veggenti, che grazie alla loro abilità di prevedere il futuro sono stati fino a quel punto capaci di anticipare le mosse dell'invasione.
Mentre i rakata, guidati da Trill, lanciano un'invasione su larga scala di Tython, Skal'Nas, Xesh e il prigioniero Daegen scendono nel crepaccio per raggiungere il Cancello dell'Infinito. Daegen viene abbandonato alle bestie oscure ma è salvato da Skae. I due si mettono all'inseguimento e cercano di fermare Skal'Nas, ma non riescono ad evitare che il predor apra il Cancello dell'Infinito. Skae affronta Xesh cercando di convincerlo a ribellarsi alla schiavitù del rakata. Quando Skal'Nas colpisce alle spalle la ranger si scatena la rabbia del segugio che si avventa contro il suo predor. Intanto Sek'Nos sconfigge Trill e, grazie all'attivazione dell'olocrone kiwa e al sacrificio di Tasha, il Tho Yor viene riattivato e può scatenare la sua potenza per richiudere il Cancello dell'Infinito e attaccare le navi rakata. Skal'Nas viene ucciso da Xesh, e lui, Skae e Daegen fuggono dall'abisso prima che crolli. Senza più una guida, tra i rakata si scatena una lotta di potere e si ritirano, mettendo fine alla guerra. A Xesh viene consentito di restare con gli Je'daii e assieme a Skae parte per esplorare Tython e ritrovare l'equilibrio.

## Creazione e sviluppo
L'alba degli Jedi segnò la volontà da parte della casa editrice Dark Horse Comics di esplorare le origini dell'ordine Jedi e della galassia di Guerre stellari, un'epoca che non era stata mai trattata in nessun medium dell'Universo espanso. Il progetto del fumetto venne annunciato il 13 ottobre 2011 con John Ostrander alla sceneggiatura e Jan Duursema ai disegni; un team che era già al momento all'attivo alla serie a fumetti Star Wars: Eredità e che aveva firmato anche diversi numeri di Star Wars: Republic e Star Wars: Jedi.
I due artisti vollero creare un'opera dal tono e dalla portata epici, ma incentrata su personaggi e vicissitudini locali e individuali; che fosse radicata nella continuity dell'Universo espanso ma allo stesso tempo pensata per risultare accessibile a coloro che conoscevano Guerre stellari solo attraverso i film o le serie animate. La storia fu il risultato di un processo creativo inverso, che partiva da quanto era già stato definito nella cronologia dell'Universo espanso e lo espandeva, cercando di dare risposta ai buchi narrativi o di caratterizzare nel dettaglio eventi solo brevemente accennati. Fu così ad esempio che, partendo dal dato che i Jedi si svilupparono su Tython, Ostrander e Duursema idearono i Tho Yor, per spiegare come i primi esseri sensibili alla Forza giunsero sul pianeta. Come antagonisti principali vennero ripresi i rakata, che erano apparsi nel videogioco del 2003 Star Wars: Knights of the Old Republic.
Per ricreare l'aspetto della galassia nel 36.453 e 25.793 BBY, ovvero millenni prima delle ambientazioni più conosciute di Guerre stellari, Duursema pensò a ritroso a partire dai livelli tecnologici e culturali che erano già stati mostrati nelle epoche successive dell'Universo espanso. Pertanto il fumetto mostra un'epoca in cui l'iperguida non è ancora stata perfezionata e anche i Je'daii non utilizzano ancora le loro iconiche spade laser, ma piuttosto spade in metallo. Tutte le decisioni dei due autori in merito alla storia e all'aspetto grafico furono supervisionate dal curatore editoriale di Dark Horse Randy Stradley e dal team di Lucasfilm Licensing.
Il fumetto venne concepito come serie regolare formata da miniserie di cinque numeri. Ostrander e Duursema avevano intenzione di esplorare anche altri frangenti della storia dei Jedi che erano già stati delineati nella continuity dell'Universo espanso ma non erano mai stati raccontati e rappresentati nel dettaglio, come le guerre della Forza, la rovina di Tython e il conseguente esodo dei Je'daii che portò l'ordine a stabilirsi su Ossus e a completare la trasformazione in Jedi; tuttavia nel 2014, con l'acquisto di Lucasfilm da parte di Disney, i diritti sui fumetti di Guerre stellari passarono a Marvel Comics, e L'alba degli Jedi venne portato a conclusione dopo il terzo arco narrativo.

## Pubblicazione
La serie a fumetti si compone di 15 albi di 32 pagine a colori, divisi in tre archi narrativi e pubblicati da febbraio 2012 a marzo 2014 da Dark Horse Comics. La pubblicazione statunitense è stata preceduta da un numero 0, introduttivo delle varie tematiche affrontate poi nella serie. La storia è stata concepita congiuntamente da John Ostrander e Jan Duursema, e poi sceneggiata da Ostrander e disegnata da Duursema. L'inchiostratore era Dan Parsons e il colorista Wes Dzioba. Le copertine del primo arco narrativo sono state disegnate da Duursema, mentre dal secondo in poi se n'è occupato David Michael Beck.
L'edizione italiana edita da Panini Comics è stata raccolta in tre volumi e pubblicata a cadenza annuale tra agosto 2015 e giugno 2017.
| Edizione statunitense | Edizione statunitense   | Edizione statunitense | Edizione italiana | Edizione italiana    | Edizione italiana  |
| N.                    | Titolo                  | Data pubblicazione    | N.                | Titolo               | Data pubblicazione |
| --------------------- | ----------------------- | --------------------- | ----------------- | -------------------- | ------------------ |
| 0                     | -                       | 1º febbraio 2012      | -                 | -                    | -                  |
| 1                     | Force Storm 1           | 15 febbraio 2012      | 1                 | Tempesta della Forza | 27 agosto 2015     |
| 2                     | Force Storm 2           | 21 marzo 2012         | 1                 | Tempesta della Forza | 27 agosto 2015     |
| 3                     | Force Storm 3           | 18 aprile 2012        | 1                 | Tempesta della Forza | 27 agosto 2015     |
| 4                     | Force Storm 4           | 16 maggio 2012        | 1                 | Tempesta della Forza | 27 agosto 2015     |
| 5                     | Force Storm 5           | 20 giugno 2012        | 1                 | Tempesta della Forza | 27 agosto 2015     |
| 6                     | The Prisoner of Bogan 1 | 28 novembre 2012      | 2                 | Prigioniero di Bogan | 7 aprile 2016      |
| 7                     | The Prisoner of Bogan 2 | 19 dicembre 2012      | 2                 | Prigioniero di Bogan | 7 aprile 2016      |
| 8                     | The Prisoner of Bogan 3 | 27 febbraio 2013      | 2                 | Prigioniero di Bogan | 7 aprile 2016      |
| 9                     | The Prisoner of Bogan 4 | 27 marzo 2013         | 2                 | Prigioniero di Bogan | 7 aprile 2016      |
| 10                    | The Prisoner of Bogan 5 | 22 maggio 2013        | 2                 | Prigioniero di Bogan | 7 aprile 2016      |
| 11                    | Force Wars 1            | 20 novembre 2013      | 3                 | Guerra della Forza   | 27 giugno 2017     |
| 12                    | Force Wars 2            | 18 dicembre 2013      | 3                 | Guerra della Forza   | 27 giugno 2017     |
| 13                    | Force Wars 3            | 15 gennaio 2014       | 3                 | Guerra della Forza   | 27 giugno 2017     |
| 14                    | Force Wars 4            | 19 febbraio 2014      | 3                 | Guerra della Forza   | 27 giugno 2017     |
| 15                    | Force Wars 5            | 19 marzo 2014         | 3                 | Guerra della Forza   | 27 giugno 2017     |

La serie è stata ristampata negli Stati Uniti anche in tre volumi trade paperback, che raccolgono i tre archi narrativi Force Storm, The Prisoner of Bogan e Force Wars, e poi anche in un volume omnibus da Marvel Comics il 25 novembre 2020.

## Accoglienza
L'alba degli Jedi fu una delle serie più popolari di Dark Horse durante la sua pubblicazione e venne apprezzata anche dalla critica. Il sito Comic Book Roundup, che calcola delle medie voto basate sulle recensioni professionali ricevute, riporta per Tempesta della Forza una valutazione di 8,2/10, per Prigioniero di Bogan 9/10, e per Guerra della Forza 8,8/10.
La storia ricevette giudizi contrastanti tra chi la ritenne ben cadenzata e ben scritta e chi invece la reputò, specie inizialmente, mancante di energia ed enigmatica, dando origine a più dubbi di quante ne risolvesse, o troppo limitata nella portata, preferendo concentrarsi sulla crescita del suo giovane cast di personaggi invece di addentrarsi nelle dinamiche di un'era poco conosciuta della galassia. I disegni di Duursema furono invece quasi unanimemente apprezzati. A posteriori è considerata una delle aggiunte più "rinfrescantemente insolita" dell'Universo espanso.